# Punjab Railway
| Punjab Railway | Punjab Railway         |
| -------------- | ---------------------- |
| Streckenlänge: | 383 km                 |
| Spurweite:     | 1676 mm (Kolonialspur) |
|                |                        |

Die Punjab Railway wurde 1857 als zunächst unabhängige Tochtergesellschaft von der Scinde Railway Company gegründet und begann mit dem Bau einer Eisenbahnstrecke von Multan über Lahore nach Amritsar, in der damals in Britisch-Indien üblichen Kolonialspur. Die Strecke wurde in mehreren Teilstücken eröffnet und im April 1865 komplett fertiggestellt.
Zum Jahresende 1864 verfügte die Gesellschaft über 8 Dampflokomotiven, 36 Personen- und 140 Güterwagen.
1870 wurde die Punjab Railway mit der Scinde Railway und der Delhi Railway zur Scinde, Punjab and Delhi Railway zusammengeschlossen.

## Schreibweise
Die Schreibweise der Provinz Punjab hat sich im Laufe der Zeit öfter verändert. Daher ist in einigen Quellen auch „Punjaub“ zu finden.